# جون ووكر (رجل أعمال)
جون ووكر (بالإنجليزية: John Walker)‏ هو شخصية أعمال أمريكي، ولد في 23 نوفمبر 1843، وتوفي في 23 يونيو 1932.